# Vit näckros
Vit näckros (Nymphaea alba) är en flerårig vattenväxt i familjen näckrosväxter.
Den vita näckrosen är Södermanlands landskapsblomma.

## Beskrivning
Den vita blomman är mycket stor (10–20 cm), den största av Sveriges vilda blommor. De mycket stora bladen flyter på sjöarnas och åarnas yta, förbundna med stammen som ofta ligger inbäddad i bottenslammet på stort djup. Flytbladen har mycket långa skaft, är 10-30 cm i diameter och rödaktiga på undersidan.
Stammen är en horisontell jordstam, som uppnår en diameter av 1–2 dm. Varje vår uppsänder den blad och blomskaft (eller 1-blommiga stänglar) så tidigt att den kan blomma i juni. Blomman har fyra foderblad med grön undersida och vit översida och ett stort antal kronblad i spiralställning eller rosettlik ordning. Ståndarna är talrika och av olika utseende i samma blomma. De yttersta liknar små kronblad med två korta frömjölssäckar i spetsen. De innersta liknar vanliga ståndare, med smal sträng och lång, smal, tvårummig ståndarknapp. De mellanliggande är mellanformer mellan dessa ytterligheter. I denna blomma finns alltså påtagliga tecken på att ståndarna utvecklats ur blad.[källa behövs] Det är därför de ibland kallas ståndarblad. 
I mitten av blomman ser man det stora kransrunda, stjärnlikt mångstråliga märket, som är mer eller mindre konkavt genom strålarnas eller flikarnas uppåtkrökning. I märkets fördjupning är blomaxelns översta spets ett knapp- eller klubblikt organ. 
Blomman doftar milt, frisk och behagligt och besöks av flera olika insekter för frömjölets skull (skalbaggar, humlor). Troligen bör den också räknas till nektarblommorna. Det skålformiga märket avsöndrar redan vid blomningens början en riklig, svagt sötaktig vätska. Märket har höggula strålar, men mitten är prydd av en mörkt purpurröd stjärna. Hos andra former är hela märket gult.
Fröspridningen sker genom att frukten, som är ett stort, mångrummigt bär, på hösten sönderfaller i flera delar, som ruttnar sönder eller upplöses, så att fröna blir fria. Kring varje frö sitter ett mjukt, slemmigt hölje, som genom inneslutna gaser håller fröet flytande, såsom med en simblåsa. Fröna kan därför driva omkring på vattenytan länge. När fröhöljet till slut sönderfaller sjunker de till botten.

## Utbredning
Artens utbredningsområde ligger främst i Europa. Mindre populationer förekommer i nordvästra Afrika vid Medelhavet, i Mellanöstern, kring Kaukasus och i delstaten Jammu och Kashmir (Indien). Vit näckros växer främst i stående vatten som dammar, insjöar, pölar i våtmarker och diken men även i kanaler med låg vattenflöde.
Vit näckros återfinns i Sverige och är sällsynt i Gästrikland och Dalarna, men finns inte norr därom. Från Uppland och söderut är den allmän till tämligen allmän. Arten är fridlyst i Örebro län.

## Underarter
Det är svårt att avgöra var gränsen mellan arterna går i näckrossläktet. Linné, som i allmänhet gav arterna ganska vid omfattning, ansåg att alla vita näckrosor i Sverige hör till samma art, Nymphaea alba. Senare har man kommit fram till att dessa växter i norra Europa är så mångformiga med avseende på en del mindre iögonenfallande egenskaper att de utgör flera arter (även om detta är i en annan mening än Linnés artbegrepp ).
Av vit näckros kan tre underarter urskiljas:
- Sydnäckros (subsp. alba) — har stora blad, blommor med talrika märkesstrålar, platt blomfäste och taggiga pollenkorn.
- Nordnäckros (subsp. candida) — har mindre blad, blommor med färre märkesstrålar, konkavt blomfäste och vårtiga pollenkorn.
- Atlantnäckros (subsp. occidentalis) — liknar mest nordnäckros, men har en kal zon utan ståndare närmast märkena.

Det finns i Sverige en mutation av vit näckros (subsp. alba) med rosenröda eller purpurröda kronblad. Denna har fått namnet röd näckros (Nymphaea alba subsp. alba f. rosea) och räknas som en form av sydnäckrosen. Den förekommer naturligt i sjön Fagertärn i södra Närke och ett par sjöar i Tiveden i Västergötland. Röd näckros fridlystes 1905 (Örebro län), men har därifrån utplanterats till många trädgårdar.

## Systematik
Näckrosorna har två hjärtblad men är inte nära släkt med den stora tvåhjärtbladiga klassen, trikolpaterna. Man har alltså sent (på 1990-talet) tvingats att dela upp klassen tvåhjärtbladiga i flera, där trikolpaterna är den stora majoriteten.

## Hot
För beståndet är inga hota kända. IUCN listar arten som livskraftig (LC).

## Etymologi
Namnet näckros kommer av att man förr trodde att Näcken gömde sig under bladen.[källa behövs]
- Nymphaea kan härledas från grekiska νύμφη, nymf, som i den grekiska mytologien var ett kvinnligt övernaturligt källväsen. Den vita näckrosen skulle ha uppstått när en nymf dog av svartsjuka.
- Alba är latin och betyder vit.
- Bakgrunden till namnet vämblad är okänd. Rietz framför dock en hypotes [3] om att den fått sitt namn av älven Veman, där den vita näckrosen finns, och att en person som flyttat från Vemdalen till Lycksele tagit namnet med sig dit.

## Alternativa namn
Alternativa namn är:
- Abborrgräs (Vilhelmina)
- Lava (Fredrika)
- Sjöblad (Svealand)
- Sjöblomma (Umeå)
- Tjärnrosur (Medelpad)
- Vämblad (Lycksele)